# Дванаеста влада Николе Пашића
Дванаеста влада Николе Пашића је била влада Краљевине Србије/Краљевства Срба, Хрвата и Словенаца која је владала од 3/16.11. до 7/20.12. 1918. године.

## Историја
У Пашићеву коалициону владу, поред осталог, тада први пут био је повећан број портфеља. Новоуспостављена министарства била су: Саобраћаја, Трговине и Народног Здравља. Шефови странака били су примили на себе, да пред Наследником Престола и пред Народном Скупштином оправдају повећање броја портфеља.

## Чланови владе
| Функција                       | Слика | Име и презиме          | Детаљи    | Странка                          |
| ------------------------------ | ----- | ---------------------- | --------- | -------------------------------- |
| Председник Министарског савета |       | Никола Пашић           |           | Народна радикална странка        |
| Министар иностраних дела       |       | Стојан М. Протић       | заступник |                                  |
| Министар унутрашњих дела       |       | Марко Трифковић        |           |                                  |
| Министар правде                |       | Марко С. Ђуричић       |           |                                  |
| Министар финансија             |       | Стојан М. Протић       |           |                                  |
| Министар просвете и вера       |       | Љубомир Давидовић      |           | Самостална радикална странка     |
| Министар војни                 |       | Михаило Рашић          |           | Војно лице (нестраначка личност) |
| Министар грађевина             |       | Милан Капетановић      |           |                                  |
| Министар народне привреде      |       | Велизар С. Јанковић    |           |                                  |
| Министар народног здравља      |       | Марко Трифковић        | заступник |                                  |
| Министар трговине              |       | Војислав Д. Маринковић |           | Напредна                         |
| Министар саобраћаја            |       | Велислав Вуловић       |           |                                  |